# Bennie Gosink
Bennie Gosink (Coevorden, 21 september 1970) is een Nederlands voormalig wielrenner. Nadat hij reeds in 1992 een kleinere Franse wedstrijd had gewonnen liep Gosink in 1995 stage bij Tönissteiner-Saxon. Hij kreeg hier geen contract, maar zou nog wel enkele Nederlandse wedstrijden op zijn naam schrijven, waaronder de Teleflex Tour.

## Belangrijkste overwinningen
1992
Grand Prix de la Ville de Lillers
1994
5e etappe Teleflex Tour
Ronde van Overijssel
1995
Parel van de Veluwe
5e etappe Teleflex Tour
Eindklassement Teleflex Tour
1996
Omloop van de Kempen
1997
Ster van Zwolle
Coudray · Daelmans · Dierckxsens · Hashikawa · Herygers · Miura · Šimůnek · Streel · Van Brecht · Van Donink · van Veenendaal · Vandaele · Gosink (stagiair) · Missotten (stagiair) · Van Laer (stagiair)   